# Тулубьев, Алексей Александрович
Алексей Александрович Тулубьев (1804—1883) — генерал от инфантерии русской императорской армии.

## Биография
Родился 19 (31) марта 1804 года.
В службу вступил в 1823 году, произведён в офицеры. Принимал участие в русско-турецкой войне. В 1841 году полковник гвардии состоящий в Павловском лейб-гвардии полку.
В 1845—1852 годах — командир Вологодского пехотного полка, в 1851 году произведён в генерал-майоры. С 1852 по 1857 год командовал бригадами в 5-й, а затем в 6-й пехотных дивизиях. В 1855 г. во главе 1-й бригады 5-й пехотной дивизии участвовал в Крымской войне, в частности, в сражении на Чёрной речке, где был ранен.В 1858—1859 годах являлся командующим той же дивизии. В 1859 году возглавил 17-ю пехотную дивизию, 8 сентября был произведён в генерал-лейтенанты.
С 1 мая 1873 года — генерал от инфантерии с назначением членом Александровского комитета о раненых.
Умер 4 (16) июля 1883 года. Похоронен на Никольском кладбище Александро-Невской лавры с сыном Александром (1857—1876) и женой Луизой Карловной (1820—1888).

## Награды
российские
- орден Св. Анны 3-й ст. с бантом (18280
- орден Св. Георгия 4-й ст. за выслугу (1848)
- орден Св. Анны 2-й ст. (1849; императорская корона к ордену — 1851)
- орден Св. Владимира 3-й ст. (1849)
- орден Св. Станислава 1-й ст. с мечами (1857)
- орден Св. Анны 1-й ст. (1858; императорская корона к ордену — 1862)
- орден Св. Владимира 2-й ст. (1864)
- орден Белого орла (1867)
- орден Св. Александра Невского (1870[4])

иностранные
- австрийский орден Железной короны 2-й ст. (1850)
- прусский орден Красного орла 3-й ст. (1851)
- австрийский орден Леопольда 2-й ст. (1853)